# 2006년 아시안 게임
제15회 아시안 게임은 2006년 12월 1일부터 12월 15일까지 카타르 도하에서 개최되었다. 45개국의 12,000여 명의 선수들이 참가해 역대 최대의 아시안 게임이 되었다. 또한 아시아 올림픽 평의회(OCA) 회원국 모두가 참가한 첫 대회이기도 했다.

## 유치 신청 도시
2000년 11월 12일에 대한민국 부산에서 열린 아시아 올림픽 평의회(OCA) 총회에서 카타르 도하가 말레이시아 쿠알라룸푸르, 홍콩, 인도 델리를 누르고 2006년 아시안 게임 개최 도시로 선정되었다.
도하는 1차 투표에서 20표, 2차 투표에서 22표를 받으면서 압도적인 승리를 거두었다. 반면 쿠알라룸푸르는 1, 2차 투표에서 공동 13표를, 홍콩은 1, 2차 투표에서 공동 6표를 받으면서 탈락했고 델리는 1차 투표에서 2표를 받아 탈락하였다.
| 2006년 아시안 게임 개최지 투표 결과 | 2006년 아시안 게임 개최지 투표 결과 | 2006년 아시안 게임 개최지 투표 결과 | 2006년 아시안 게임 개최지 투표 결과 |
| 나라                                | 도시                                | 1차 득표                            | 2차 득표                            |
| ----------------------------------- | ----------------------------------- | ----------------------------------- | ----------------------------------- |
| 카타르                              | 도하                                | 20                                  | 22                                  |
| 말레이시아                          | 쿠알라룸푸르                        | 13                                  | 13                                  |
| 홍콩                                | 홍콩                                | 6                                   | 6                                   |
| 인도                                | 델리                                | 2                                   | -                                   |

## 경기장
경기장은 칼리파 스타디움 지역, 알사드 지역, 알아라비 지역, 알라이얀 지역, 알가라파 지역, 카타르 스포츠클럽 지역 등으로 배치된다.